# گل پاچا الفت
گل پاچا الفت (Gul Pacha Ulfat) (پشتو: ګل پاچا الفت)، در ۱۹۰۹ میلادی در ولسوالی قرغه‌ای ولایت لغمان افغانستان متولد شد. الفت شاعر و نویسنده برجسته زبان پشتو بود.

## دوران کودکی
گل پاچا الفت فرزند میر سید پاچا در ۱۹۰۹ میلادی در قریه عزیز خان کس، ولسوالی قرغه‌ای ولایت لغمان چشم به جهان گشود. وی پس از فرا گرفتن زبان عربی و تعلیمات دینی، به آموختن صرف، نحو، منطق، حدیث و تفسیر قرآن نزد علمای دینی پرداخت.

## زندگی کاری
الفت پس از این‌که تعلیمات دینی را در مدارس خصوصی در ۱۹۳۵ میلادی به اتمام رسانید، به عنوان منشی در روزنامه ملی انیس گماشته شد. وی از سوی مردم شهر جلال‌آباد که مرکز ولایت ننگرهار است و مردم ولسوالی قرغه‌ای ولایت لغمان به ترتیب در سال‌های ۱۹۴۹ و ۱۹۵۲ میلادی به عنوان نماینده مردم در مجلس نماینده‌گان انتخاب شد. وی در خلال این مدت هفته نامهٔ را تحت عنوان وُلس (Wolas) در ۱۹۵۱ میلادی تأسیس کرد. الفت تا سال ۱۹۵۳ میلادی به عنوان ویراستار ارشد هفته نامه وُلس کار کرد.
الفت در ۱۹۵۵ میلادی به عنوان نماینده مردم جلال‌آباد در جلسات مجلس نماینده‌گان اشتراک کرد. وی در ۱۹۵۶ میلادی به عنوان رئیس آکادمی پشتو، که در افغانستان بنام «پشتو تولنه» یاد می‌شود گماشته شد و سپس در ۱۹۶۳ میلادی به مقامی بالاتر در کابینه ارتقا نموده و رئیس امور قبایل شد. در این میان، وی هم‌چنین به عنوان استاد زبان و ادبیات پشتو در دانشکده‌های ادبیات و حقوق علوم سیاسی دانشگاه کابل خدمت کرد. وی در ۱۹۶۴ میلادی از موقف خود در وزارت استعفا داد و یکبار دیگر از سوی مردم جلال‌آباد به عنوان نماینده مجلس انتخاب شد. وی بعد از ختم دوره خود در مجلس نمایندگان، بازنشسته شد.
الفت همراه با غلام حسن صافی، عبدالهادی توخی، محمد رسول پشتون، فیض محمد انگار، قیام الدین خادم، غلام محی‌الدین زرملوال، عبدالروف بینوا، نور محمد ترکی و برخی افراد دیگر از جمله اعضای بنیان‌گذار جنبش سیاسی «ویښ زلمیان» (Weesh Zalmyan) (جوانان بیدار) در ۱۹۴۷ میلادی بودند.

## کارهای اکادمیک
الفت حتی بعد از این‌که بازنشسته شد، به عنوان شاعر و نویسنده تا آخرین لحظه زندگی به غنی‌سازی زبان و ادبیات پشتو ادامه داد. وی علاوه بر مقالات بی‌شمار، کتاب‌های متعددی پیرامون موضوعات دینی، اخلاقی، سیاسی و اجتماعی در قالب شعر و نثر نوشت. برخی کتاب‌های وی هنوز هم به چاپ می‌رسند. الفت چندین جایزه نیز به‌دست‌آورد، از جمله جایزه‌های خوشحال‌خان، ابو علی سینا، مدال آموزش و مدال ستاره.

## مرگ
گل پاچا الفت آخرین روزهای زندگی خود را در زادگاه خود در ولایت لغمان گذراند. وی در ۱۹ دسامبر ۱۹۷۷ در سن ۶۷ سالگی به علت ایست قلبی در گذشت. وی در آرامگاه خانوادگی در زادگاهش به خاک سپرده شد.